# Odynerus rubritinctus
Odynerus rubritinctus är en stekelart som beskrevs av Smith 1879. Odynerus rubritinctus ingår i släktet lergetingar, och familjen Eumenidae. Inga underarter finns listade i Catalogue of Life.